# 유자철선

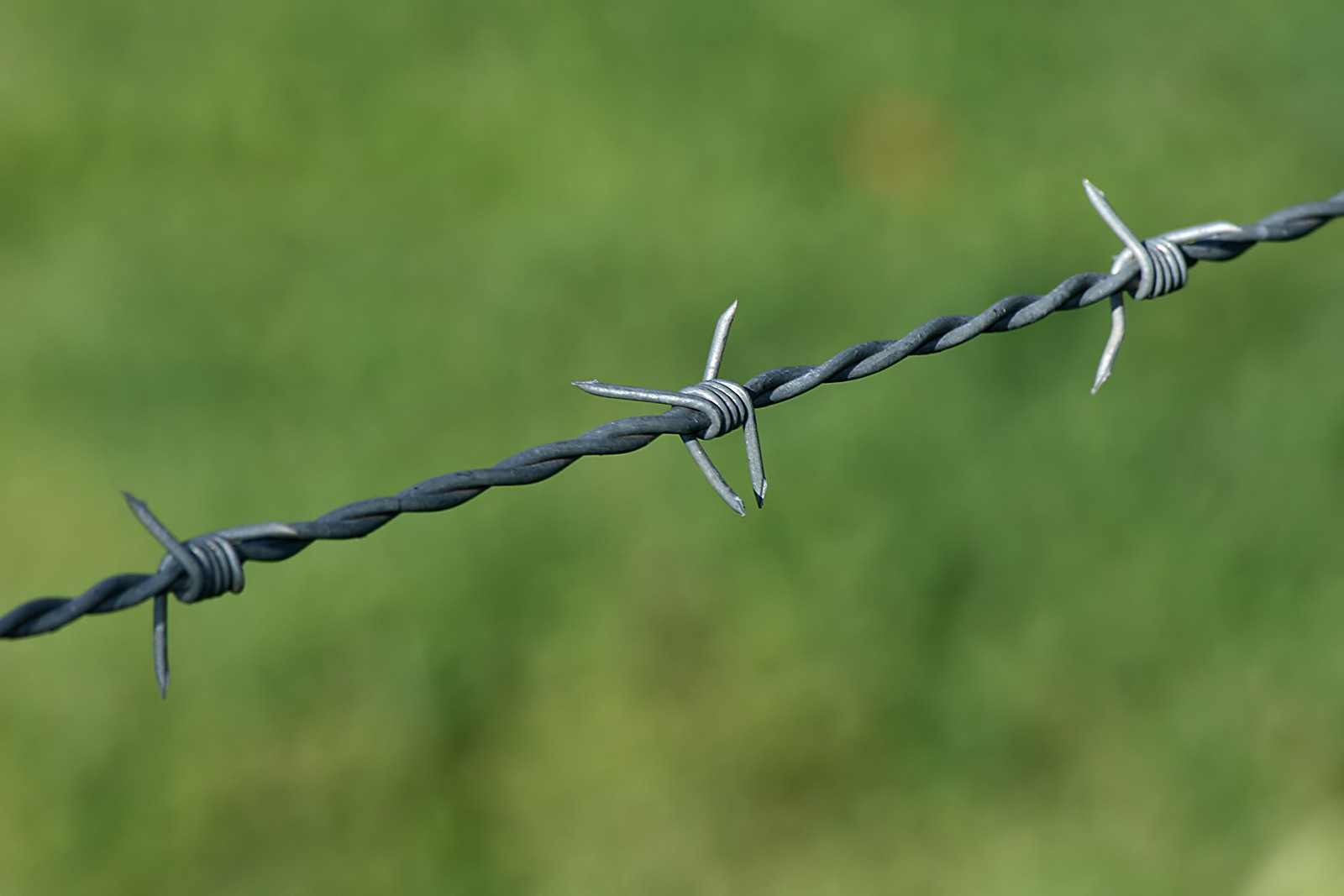
농업용 유자철선

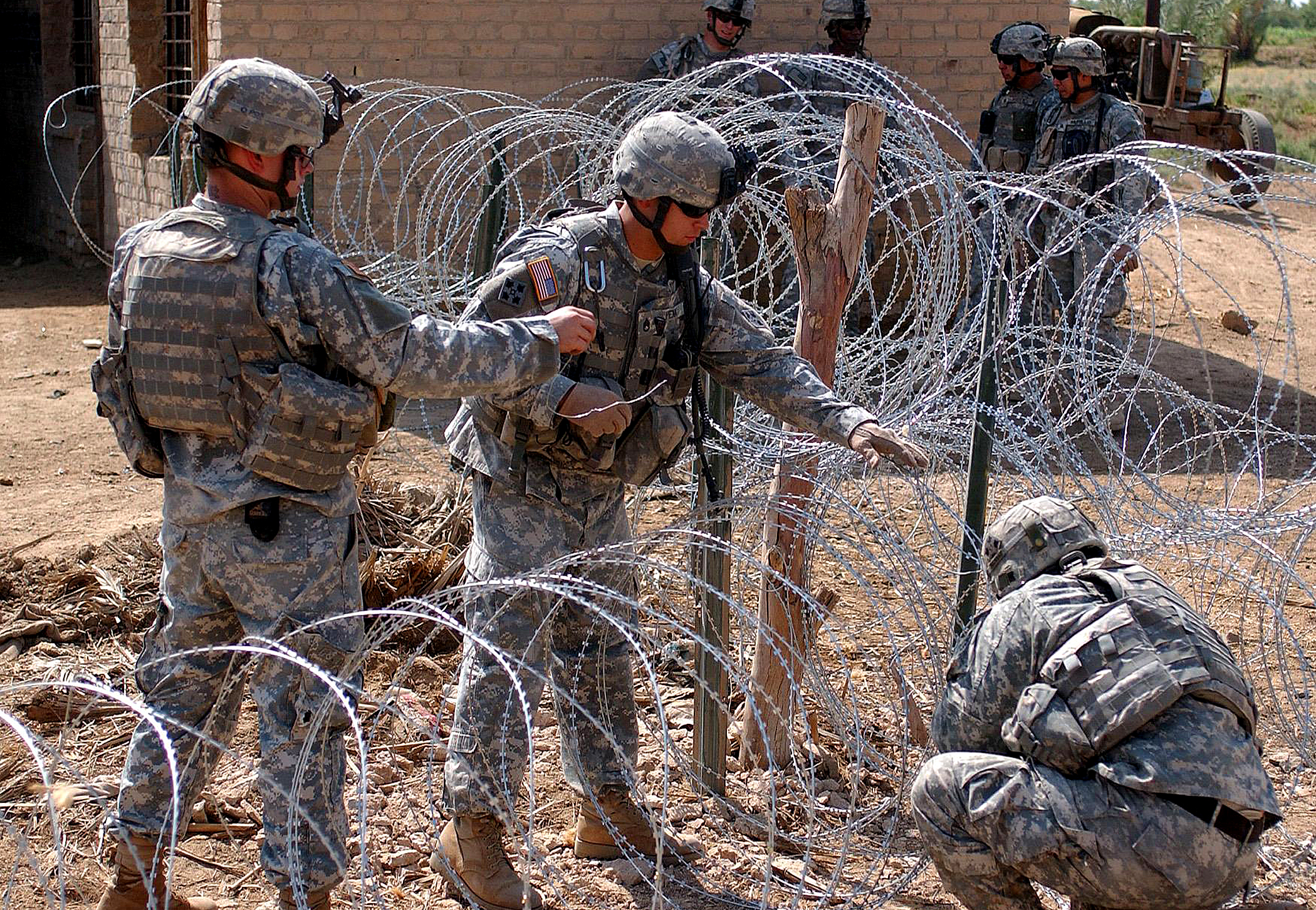
미군들이 윤형 철조망을 설치하고 있는 중이다.

유자철선(有刺鐵線, barbed wire)은 가시가 돋친 철선이다. 세워져 있는 간격마다 날카로운 가시가 달려 있어서 사람이나 동물이 지나가려고 하면 여기에 상해를 입게 된다. 또한, 전기 철조망의 경우 철조망에 고압의 전기를 흘려보냄으로써 다른 동물이나 외부인이 철조망을 건드렸을 때 전기충격의 고통을 줌으로써 침입을 막아낼 수 있다.
이것을 싼 값에 설치할 수 있어 지역 또는 재산을 안전하게 지키는 데 용이하다. 특히 윤형 철조망과 같은 형태의 철조망은 참호를 요새화할 때 쓰인다. 윤형 철조망은 설치시 울타리의 말뚝, 철사, 그리고 공구만 있으면 된다.

## 용도
- 1단 10열로 쌓으면 전차류의 기동을 저지할 수 있다.[1]
- 파미드형으로 7열 쌓으면 전차류의 기동을 저지할 수 있다.[1]
- 4열로 쌓으면 소형 기갑류 및 보병의 기동을 저지할 수 있다.[1]

## 같이 보기
- 윤형 철조망
- 전기 철조망